# ГЕС Ранґіт IV
ГЕС Ранґіт IV – гідроелектростанція, що споруджується на сході Індії у штаті Сіккім. Знаходячись між ГЕС Ранґіт ІІІ (вище по течії) та ГЕС Jorethang, входить до складу каскаду на річці Ранґіт, правій притоці Тісти (дренує східну частину Гімалаїв між Непалом та Бутаном і в свою чергу впадає праворуч до Брахмапутри). 
В межах проекту річку перекриють бетонною гравітаційною греблею висотою 44 метри та довжиною 135 метрів, яка утримуватиме мале водосховище з об’ємом 1,81 млн м3 (корисний об’єм 1,22 млн м3) та припустимим коливанням рівня поверхні між позначками 458 та 468 метрів НРМ. Звідси ресурс через тунель довжиною 196 метрів потраплятиме у зону для видалення осадів, яка складатиметься з трьох підземних камер розмірами 120х13х15 метрів. Очищена вода прямуватиме далі головним дериваційним тунелем довжиною 6,5 км та діаметром 6,4 метра, з’єднаним на завершальному етапі з балансувальною камерою шахтного типу висотою 59 метрів та діаметром 18 метрів. Далі ресурс проходитиме через напірний водовід довжиною 152 метри (в т.ч. 85 метрів вертикальної шахти) та діаметром 5,5 метрів, котрий розгалужуватиметься на три короткі водоводи діаметром по 3,5 метра.
Основне обладнання станції повинні скласти три турбіни типу Френсіс потужністю по 40 МВт, які при напорі від 97 до 118 метрів (номінальний напір 103,7 метра) забезпечуватимуть виробництво 0,5 млрд кВт-год електроенергії на рік.
Видача продукції відбуватиметься по ЛЕП, розрахованій на роботу під напругою 220 кВ.
Осінню 2013 року через фінансові проблеми інвестора будівництво ГЕС заморозили. На той час при спорудженні греблі та водозабірних структур встигли здійснити екскавацію 291 тис м3 (із 520 тис м3) та укласти 61 тис м3 бетону (із 173 тис м3). Також провели екскавацію 3,8 км головного дериваційного тунелю, балансувальної шахти (в повному обсязі) та більшої частини напірних водоводів.